# 이솝 우화

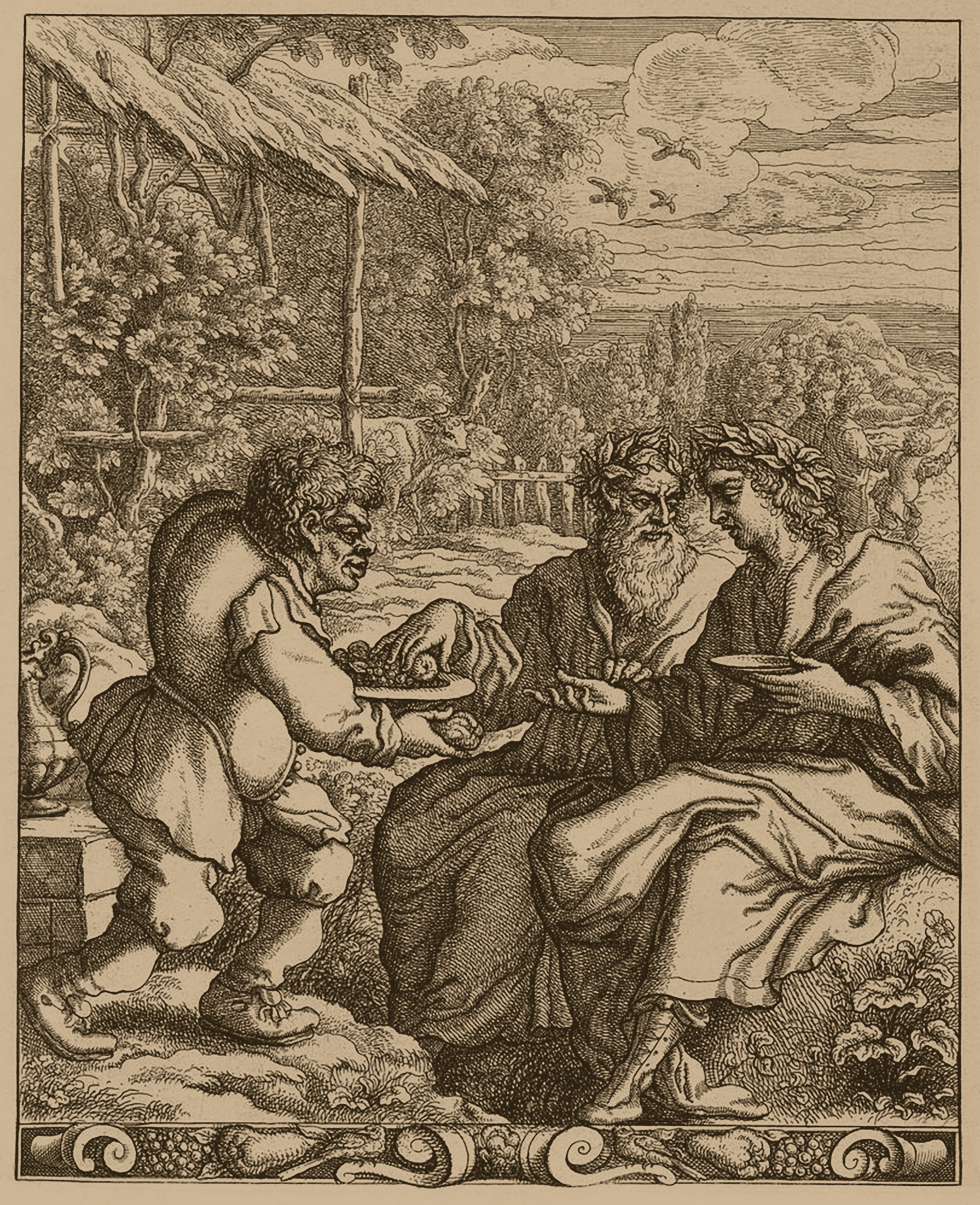
1687년에 그려진 아이소포스의 삽화

이솝 우화(-寓話, 고대 그리스어: Αισώπου Μύθοι, 영어: Aesop's Fables, 문화어: 이소프 우화) 혹은 이솝 이야기(문화어: 이소프 이야기), 아이소피카(Aesopica)는 고대 그리스에 살았던 노예이자 이야기꾼이었던 아이소포스가 지은 우화 모음집을 말한다. 아이소포스는 흔히 이솝으로도 알려져 있다. 이솝 우화는 의인화된 동물들이 등장하는 단편이기도 하다.
이솝 우화는 친숙한 동물이 나오고 교훈이 들어 있다는 점에서 오늘날 전 세계적으로 어린이를 위한 도덕성 교육을 위한 인기 교재로 그 자리매김을 하고 있다.
최초의 한글 번역은 1895년에 일본인의 도움으로 만든 최초의 신식 교과서 《신정심상소학》에 처음 등장한 것으로 알려져 있다. 7편의 이솝 우화를 "새로운 이야기"라는 표제 아래 소개했다.

## 번역
1484년 윌리엄 캑스턴이 영역판을 최초로 냈고, 1692년 저 레스토랑지 경(卿)이 그 시대의 영어에 맞도록 고쳤다. 1668년 프랑스에서는 장 드 라 퐁텐이 이솝우화에서 영감을 받아 우화 시집을 냈다.
현대영어로 된 영역본은 조지 플라이어 타운센드(1814-1900) 목사판이 잘 알려져 있다. 1998년에 올리비아 템플과 로버트 템플이 펴낸 《The Complete Fables by Aesop》는 완전판이라는 이름에 걸맞게 가장 원전에 충실한 이솝우화집으로 손꼽힌다. 템플에 따르면 초기 영역본들은 당시 역자의 주관에 따라 개작된 경우가 많았다고 한다.

## 이야기 목록
- 15번. 여우와 포도
- 46번. 북풍과 태양
- 65번. 곰과 나그네
- 81번. 원숭이와 여우
- 133번. 개와 개울에 비친 그림자
- 150번. 사자와 쥐
- 173번. 금도끼 은도끼
- 176번. 농부와 독사
- 210번. 양치기 소년
- 226번. 토끼와 거북이
- 252번. 닭과 개 그리고 여우
- 352번. 시골쥐와 도시쥐
- 373번. 개미와 베짱이
- 426번. 여우와 두루미
- 451번. 양의 탈을 쓴 늑대
- 478번. 개와 양
- 613번. 고양이 목에 방울 달기
- 642번. 꾀 많은 여우
- 659번. 여우와 까마귀

## 참고 문헌
- 천병희 옮김, 《이솝 우화: 청소년과 성인들을 위한 정본》, 숲, 2013

## 같이 보기
- 페리 인덱스
- 아르네-톰프슨 분류 체계